# Mount Matthias, Antarktis
Mount Matthias är ett berg i Antarktis. Det ligger i Östantarktis. Nya Zeeland gör anspråk på området. Toppen på Mount Matthias är 1 629 meter över havet, eller 332 meter över den omgivande terrängen. Bredden vid basen är 2,3 km.
Terrängen runt Mount Matthias är kuperad västerut, men österut är den bergig. Trakten är obefolkad. Det finns inga samhällen i närheten.